# ラウル4世 (ヴァロワ伯)
ラウル4世（フランス語：Raoul IV, 1020年以前 - 1074年）またはラウル・ド・クレピー（Raoul de Crépy）は、ヴァロワ伯（在位：1038年 - 1074年）、ヴェクサン伯およびアミアン伯（在位：1063年 - 1074年）。ヴァロワ伯ラウル3世とアデル・ド・ブルトゥイユの息子。大伯（le Grand）とよばれる。

## 生涯
1038年に父の跡を継ぎ、ブロワ伯ウード2世の死に関しフランス王アンリ1世に対抗するためブロワ陣営を組織した。1041年に王軍に捕らえられたが、寝返ってカペー家に加わり、対シャンパーニュ政策を支持した。その後、モルテメールの戦いに参加し、家臣のロジェ・ド・モルテメールの介入により捕虜から逃れた。ロジェのもう一人の君主であるウィリアム征服王は報復としてロジェから領地を剥奪し、ロジェはヴァロワ宮廷に避難した。ラウルはフランス王とともに戦い続け、1057年にはティメールの包囲戦に参加した。
アンリ1世の死（1060年）とその後の摂政政治の後に、フランスとノルマンディーの関係は改善され、平和が確立された。1062年、メーヌ伯エルベール2世が死去すると、ラウルの従兄弟であるゴーティエ3世・ド・ヴェクサンがメーヌ伯領の継承権を主張したが、ウィリアム征服王に敗れ、その後まもなく死去した。その後、ラウルはヴェクサンとアミアンを継承し、祖先ゴーティエ2世白伯の死後に分割されていた3伯領を再び統合した。
この間に、カペー家に対するノルマンディーの重要性が高まり、アンナ・ヤロスラヴナとの結婚問題により孤立したラウルはノルマンディー公と同盟を結んだ。ラウルは1074年、一部の資料によると2月23日にペロンヌで、他の資料によると9月8日にモンディディエで亡くなった。

## 結婚と子女
最初に、バル＝シュル＝オーブ伯ノシェル3世の娘で相続人であり、ルノー・ド・スミュール（ダルマス1世の息子）、ルナール1世・ド・ジョワニーおよびロジェ・ド・ヴィニョリーの未亡人または離婚した妃であったアデル（エリス）・ド・バル＝シュル＝オーブと結婚した。2人の間に以下の子女が生まれた。
- ゴーティエ（1065/7年没） - バル＝シュル＝オーブ伯
- エリザベート（1048年 - 1093/1101年） - ブロイエ領主バルテルミー・ド・ブロイエと結婚
- アデライード - ヴェルマンドワ伯エルベール4世と結婚[3]
- アデル - ブロワ伯ティボー3世と結婚[4]
- シモン（1048年 - 1082年） - ヴァロワ伯

最初の妃アデルの死後、モンディディエおよびペロンヌの女子相続人であったアリエノールと結婚した。
- アヴォワーズ - ロジェ・ド・モルテメール（1080年頃没）と結婚、モーティマー家の祖。

ラウルは1060年にアリエノールと離婚し、1061年頃にキエフ大公ヤロスラフ1世の娘でフランス王アンリ1世の未亡人であったアンナ・ヤロスラヴナと結婚した。フランス王の未亡人は家臣と結婚することができず、アンナは宮廷を去らなければならなかったため、この結婚はスキャンダルを引き起こした。この結婚はラウルを政治的にも孤立させ、破門にまで発展した。